# Faktureringsmetoden
Faktureringsmetoden är ett sätt att bokföra som innebär att varje faktura bokförs vid två tillfällen, när fakturan utfärdas av leverantören eller tas emot av kunden och en gång när fakturan betalas in. Faktureringsmetoden används i regel av större företag. Den andra bokföringsmetoden kallas kontantmetoden och är en vanligare metod hos mindre företag. Det finns möjlighet att hos Skatteverket när som helst förändra sin faktureringsmetod från kontantmetoden till faktureringsmetoden, dock kan man inte gå tillbaka till kontantmetoden om man tidigare registrerat sig för faktureringsmetoden.
Den första gången bokför man upp en skuld eller fordran, en kostnad eller intäkt och moms. Vid det andra tillfället bokar man bort sin skuld eller fordran med bankkontot som motkonto.